# Gerald C. Meyers
Gerald Carl Meyers (Búfalo, 5 de diciembre de 1928-19 de junio de 2023) fue un industrial, escritor, conferenciante y consultor de gestión estadounidense, presidente y director ejecutivo de American Motors Corporation (AMC).

## Primeros años
Nacido el 5 de diciembre de 1928, en Búfalo (Nueva York), Meyers asistió a escuelas públicas y en 1950 obtuvo un bachiller en ingeniería y en 1954 una maestría magna cum laude en negocios por la Universidad Carnegie Mellon. Se incorporó a la Ford Motor Company en 1950, pero su trabajo en el fabricante de automóviles se vio interrumpido por el servicio militar. Meyers fue oficial en la Fuerza Aérea de los Estados Unidos durante la guerra de Corea.
Posteriormente trabajó para Chrysler. Durante los ocho años que pasó en esta empresa fabricante de automóviles, se convirtió en Director de Fabricación de las plantas de la compañía en el extranjero en 1961 y vivió en Ginebra, Suiza, durante tres años.

## American Motors
En 1962, Meyers fue nombrado director de compras de American Motors Corporation en Detroit. Fue ascendido a director de fabricación, vicepresidente de fabricación, vicepresidente del grupo de productos (ingeniería) y vicepresidente ejecutivo. A cargo del desarrollo de productos, Meyers presentó el innovador "Plan de protección del comprador de AMC" que incluía la primera garantía de la industria "de parachoques a parachoques", extendida durante 12 000 millas (19 312,1 km) o 12 meses. La cantidad de modelos se redujo para eliminar las versiones básicas, pero la pieza central fue mejorar la calidad durante la producción, aunque Meyers dijo: "No pretendo que hayamos solucionado mágicamente y finalmente todos los problemas de la línea de montaje". Otras mejoras incluyeron actualizaciones mecánicas para aumentar la durabilidad y la calidad, así como niveles de equipamiento estándar mejorados. En 1973, Meyers estaba impulsando el desarrollo del motor Wankel para instalarlo en un automóvil AMC en el plazo de dos años, con la posibilidad de independizarse del trabajo de ingeniería en el motor rotativo de GM, pero finalmente descartó que AMC produjera el nuevo motor. Si bien Meyers era el principal responsable de productos de AMC, "se le otorgó un crédito considerable y justificado por impulsar el proyecto AMX/3 desde el principio, pasando por las etapas de diseño y prototipo hasta las pruebas".
El 24 de mayo de 1977 se produjo una importante transición de gestión en AMC, tras la que Meyers fue nombrado presidente y director de operaciones, reemplazando a William Luneburg, que se jubilaba. Aunque Meyers era el ejecutivo que había estado en contra de la compra de Jeep por parte de AMC en 1970 (lo que la prensa le recordaba), ahora era uno de los mayores defensores de Jeep. Meyers no tenía todos los poderes como Luneburg porque no debía reportar al director ejecutivo y presidente, Roy D. Chapin Jr., sino que debía hacerlo ante el vicepresidente de la junta directiva, R. William McNeally, quien también era un rival para ser el próximo presidente.
Tras la jubilación de Chapin el 21 de octubre de 1977, Meyers se convirtió en presidente y director ejecutivo. En ese momento, Meyers tenía 49 años y pasó a ser el alto ejecutivo más joven de la industria automotriz, aportando a su vez una gran experiencia en los procesos de fabricación. "La empresa estaba buscando mucho más que una mano firme en el timón: estaba buscando un salvador", pero Meyers no estuvo de acuerdo y argumentó que la empresa podría sobrevivir y seguir siendo un actor en la industria del automóvil si abandonaba su política con la vista puesta en la competencia y, en cambio, se enfocaba en renovar sus vehículos con tracción en las cuatro ruedas, un segmento de mercado que los grandes fabricantes de automóviles no atendían, y en adquirir tecnología avanzada.
Para el año fiscal de 1977, las ganancias de AMC se duplicaron con creces en comparación con el año anterior, lográndose un récord de 83,9 millones de dólares sobre unas ventas totales de 3.100 millones de dólares. El fabricante de automóviles más pequeño de EE. UU. experimentó un aumento de sus ventas de automóviles del 37%, mientras que cayeron un 21% para la industria en general. Meyers describió la estrategia de AMC como un "taburete de tres patas" a base de coches pequeños, Jeeps y contratos gubernamentales y militares estables. En 1979, el equipo de administración del fabricante de automóviles encabezado por Meyers, ... "recortó drásticamente sus operaciones de automóviles que perdían dinero... El bebé perennemente enfermo de la industria automotriz de repente se veía saludable, y su nuevo equipo de administración tenía un diseño claro para el futuro."
En 1979, Meyers formó una sociedad con la empresa estatal francesa Renault, que compró el 22,5 por ciento de las acciones de AMC. Sin embargo, la economía de EE. UU. siguió cayendo hasta 1981, y AMC ahora retenía solo el dos por ciento del mercado interno y había perdido alrededor de 300 millones durante los dos años anteriores. Meyers había reconocido que AMC no tenía esperanzas de recaudar los 6.000 millones de dólares que necesitaba para financiar productos más competitivos, afirmando que "se necesitaría una cantidad de dinero que simplemente no está a nuestro alcance", por lo que la empresa apostó su futuro a la ayuda de Renault, que incluyó el desarrollo del subcompacto Renault Alliance para la producción en Kenosha, Wisconsin. A principios de 1982, AMC pidió a sus 16.000 trabajadores concesiones salariales que le ahorrarían al fabricante de automóviles 150 millones.
A los 53 años, Meyers se retiró de la empresa en febrero de 1982, momento en el que Renault controlaba el 46 por ciento de American Motors. Había permanecido con el fabricante de automóviles 20 años, y destacó por orquestar "la complicada vinculación entre AMC y Renault a partir de 1979". Meyers fue sucedido como presidente por el expresidente de AMC, W. Paul Tippett Jr. En aquel momento, Tippett permanecería como miembro de la gerencia de AMC durante tan solo tres años.

## Jubilación
Meyers ocupó la Cátedra de Investigación Distinguida de Ford, y fue Profesor de Negocios en la Escuela de Graduados en Administración Industrial de la Universidad Carnegie Mellon. Ha escrito un libro sobre la gestión de crisis empresariales y es coautor de otro. Ahora es consultor de negocios y orador público con experiencia en la industria automotriz y en la administración de empresas. También es Profesor Visitante de Comportamiento de Organización en la Escuela de negocios Ross de la Universidad de Míchigan, en Ann Arbor.
Es presidente de Gerald C. Meyers Associates, una firma de consultoría de gestión, que asiste y asesora a altos ejecutivos corporativos. Experto en gobierno corporativo y gestión de crisis, también es comentarista de la industria del automóvil.
El 17 de abril de 2007, recibió un doctorado honorífico en práctica empresarial por la Universidad Carnegie Mellon.

## Publicaciones
- Gerald C. Meyers escribió "When It Hits the Fan, Managing the Nine Crises of Business" (Cuando llega el momento, la gestión de las nueve crisis de los negocios), publicado por Houghton Mifflin Harcourt.
- También fue coautor de "Dealers, Healers, Brutes & Saviors, Eight Winning Styles for Solving Giant Business Crises" (Comerciantes, Curanderos, Brutos y Salvadores, Ocho Estilos Ganadores para Resolver Crisis Empresariales Gigantes) con su hija, Susan Meyers, publicado por John Wiley & Sons en 2000.